# MJ・ロドリゲス
ミカエラ・アントニア・ジェ・ロドリゲス（Michaela Antonia Jaé Rodriguez, 1991年1月7日 - ）は、アメリカ合衆国ニュージャージー州出身の女優、歌手。MJ・ロドリゲス（MJ Rodriguez）並びにミカエラ・ジェ・ロドリゲス（Michaela Jaé Rodriguez）の芸名で知られており、歌手活動はミカエラ・ジェ（Michaela Jaé）名義で行っている。
FXのテレビシリーズ『POSE/ポーズ』でブランカ・エヴァンジェリスタ役を演じ、2021年度にトランスジェンダーの女性として初めてゴールデングローブ賞の女優賞（ドラマ部門）を受賞。エミー賞の主演女優賞（ドラマ部門）にもノミネートされた。

## 生い立ち
1991年1月7日、ニュージャージー州ニューアークにて、アフリカ系アメリカ人の母親と、プエルトリコ人とアフリカ系アメリカ人のミックスルーツの父親の間に生まれる。インディアナ州フォートウェインにある私立学校のクイーン・オブ・エンジェルス・カトリック・スクールに通い、7歳の頃から女優になることを志す。11歳の時に母親がロドリゲスをニュージャージー・パフォーミング・アーツ・センターに入所させ、同センターのニュージャージー・ユースシアター・プログラムで8年間学んだ。
ロドリゲスは7歳から「女性になることを祈っていた」が長年否定しており、14歳の時に初めて「バイセクシャル／ゲイ」であることを両親にカミングアウトしたと述べている。14歳でボールルーム・シーンと関わり始め、彼女にヴォーグを教えた「ハウス」の父からサポートを得ることになった。
ニューアーク芸術高校を卒業後、バークリー音楽大学に入学。2009年のスター・レジャー奨学生並びにヤングアート第一レベル奨学生に選定されるなど優秀な成績を収めた。
自称・コミックオタクであり、マーベル・コミック『スパイダーマン』の登場人物であるメリー・ジェーン・ワトソン（通称・MJ）と自身の出生名の一部から文字を組み合わせ、芸名を「MJ・ロドリゲス」とした。

## キャリア

### 舞台俳優としての原点
バークリー音楽大学在学中に、ミュージカル『RENT』（初演は1996年）のエンジェル・ドゥモット・シュナールド役に抜擢される。ロドリゲスは2005年に公開された映画版『RENT』を初めて見て以来、エンジェル役を演じたいと思っていたという。この公演を観に来ていた女優のフレディ・ウォーカー＝ブラウン（『RENT』のブロードウェイ公演のジョアン役）が、ロドリゲスに『RENT』のオフ・ブロードウェイ公演のオーディションを受けるための手助けをした。その結果、オフ・ブロードウェイでの『RENT』でもエンジェル役にキャスティングされたロドリゲスは、当時新進気鋭の舞台俳優だったアナレイ・アッシュフォード（モーリーン役）らと共演。同作での演技で、2011年にクレイヴ・バーンズ賞を受賞した。

### 性別移行と再出発
この時期、ロドリゲスは性別移行のプロセスを本格的に模索し始めた。2012年のオフ・ブロードウェイでのリバイバル公演の千秋楽後、性別移行を開始するために活動を休止することを決断。2016年初頭にホルモン療法を開始し、プライバシーに十分な時間を確保した後、女優・MJ・ロドリゲスとして新章をスタートするために再出発した。ロドリゲスはその後、所属していた代理店に連絡し、今後は男性の役のオーディションは受けないことを伝えた。彼女の懸念にもかかわらず、代理店は彼女の性同一性を全面的にサポートした。
2012年から2016年にかけて、『ナース・ジャッキー』、『マンハッタンに恋をして 〜キャリーの日記〜』、『ルーク・ケイジ』などのテレビシリーズに出演。2016年放送の『ルーク・ケイジ』ではシスター・ボーイという喋らない役を演じ、マーベル・シネマティック・ユニバースにトランスジェンダーの女優並びにキャラクターの両方が初登場した作品となった。
女優としての再出発後、ロドリゲスはブロードウェイ・ミュージカル『ハミルトン』のナンバー「Satisfied」を歌唱した動画を自身のFacebookにアップロードした。この動画が好評を博し、『ハミルトン』のペギー・スカイラー／マリア・レイノルズ役のオーディションに招かれるきっかけとなった。トランスジェンダーの女優がシスジェンダーの役のオーディションを受けたというニュースは、ブロードウェイやLGBTに関するニュースメディアなどで取り上げられた。その後も以下の舞台作品に出演。
- 2016年にアンコールズ! オフ・センター（英語版）で上演されたミュージカル『Runaways』[20]
- 2016年にオフ・ブロードウェイのニュー・オハイオ劇場（英語版）で初演されたピア・スカラ＝ザンケル脚本のストレートプレイ『Street Children』[21]
- 2017年のアメリカン・レパートリー劇場（英語版）のストレートプレイ『Trans Script: Part 1, The Women』をローブ・ドラマ・センターで上演[22]
- 2017年にオベロン・アット・ザ・アメリカン・レパートリー劇場ケンブリッジ（英語版）でワールドプレミアを迎えたシンセポップ・ミュージカル『Burn All Night』[23]

また、2018年1月に本公開されたインディペンデント映画『サタデーナイト・チャーチ -夢を歌う場所-』に出演。同作では、家出したティーンエイジャーが自身のジェンダー・アイデンティティーを模索し、現代のアンダーグラウンド・ボール・カルチャー・シーンに関わるようになる姿が描かれた。エボニー役を演じたロドリゲスは、2017年のトライベッカ映画祭で女優賞にノミネートされた。

### 『POSE/ポーズ』でのブレイクと歌手デビュー
2017年、ロドリゲスはFXのテレビシリーズ『POSE/ポーズ』の主人公ブランカ・エヴァンジェリスタ役にキャスティングされた。 このドラマは、ライアン・マーフィー、ブラッド・ファルチャック、スティーブン・キャナルスが制作し、トランスジェンダーの女優5人を主役に起用したエポックメイキングな作品となった。2018年時点で、同作は脚本のあるテレビシリーズのレギュラーとして最多のトランスジェンダーの俳優を擁している。『POSE/ポーズ』のパイロット版は2017年11月に制作が開始。翌2018年6月から放送が開始され、好評を博した。
『POSE/ポーズ』は、1980年代のニューヨークを舞台に、アンダーグラウンドなボール・ルーム・シーンに関わる有色人種（特にトランスジェンダーの黒人女性）の姿を描いた作品である。ロドリゲス演じるブランカは、HIVの陽性診断を受けた後に自らの「ハウス」である「ハウス・オブ・エヴァンジェリスタ」を立ち上げる若い女性であり、当該ハウスの長として、社会から弾き出された有色人種のクィアの若者たちの母親代わりとなる。同作のレギュラーキャストには、『サタデーナイト・チャーチ -夢を歌う場所-』でロドリゲスと共演したインディア・ムーアや、トニー賞受賞俳優のビリー・ポーター、モデルのドミニク・ジャクソン、トランスジェンダーの権利擁護者のアンジェリカ・ロス、エヴァン・ピーターズ、ケイト・マーラ、ジェームズ・ヴァン・ダー・ビークらが名を連ねた。
2018年7月23日、ロドリゲスは同作のシーズン1のフィナーレを祝い、LGBTQ+支援教育機関のGLSENへの寄付を募るために、共演者のダイロン・バーンサイド、ビリー・ポーター、ライアン・ジャマール・スウェインとチャリティ・コンサートを開催。同コンサートで、ロドリゲスらはミュージカル『ディア・エヴァン・ハンセン』のナンバー「Waving Through a Window」を歌唱した。
『POSE/ポーズ』におけるロドリゲスの演技は批評家たちに絶賛され、2019年にイマジン賞の主演女優賞（テレビ部門）を受賞。2021年にはエミー賞の主演女優賞（ドラマ部門）にノミネートされ、2022年1月9日にゴールデングローブ賞で女優賞（ドラマ部門）を獲得した。これらの受賞及びノミネートは全てトランスジェンダーの女性としては初の快挙であり、ロドリゲスはゴールデングローブ賞を受賞した際に以下のように述べた。

ロドリゲス：若く才能のある多くの人々にドアが開かれるでしょう。可能性以上のことがあると分かるはずです。夢を抱いていたニュージャージー州ニューアーク出身のラテン系黒人の少女が、愛で他の人の心を変えるということを。愛は勝つ。若きLGBTQAIのみんな、私たちはここまで来たんです。スターにたどり着く扉は開かれた。

2019年秋には、パサデナ・プレイハウスで上演されたミュージカル『リトル・ショップ・オブ・ホラーズ』で、有色人種のトランスジェンダーの女性として初めてメインキャストのオードリー役を演じた。共演者には、シーモア役のジョージ・サラザール（ブロードウェイ・ミュージカル『Be More Chill』出身）や、オードリー2世役のアンバー・ライリー（『glee/グリー』出身）らがいた。このキャスティングについて、ロドリゲスは「Broadway.com」に、「私はただの女優に過ぎません。この役はどんな女性でも考慮されるべきだと思います。（今回のようなキャスティングは）トレンドのものであってはならない。普通のことであるべきです」と語っている。同年10月1日、CBSのトーク番組『レイト×2ショー with ジェームズ・コーデン』に『リトル・ショップ・オブ・ホラーズ』の共演者であるジョージ・サラザールと共に音楽ゲストとして出演し、「Suddenly Seymour」を歌唱した。11月にはスキンケアブランドのOlayと契約を結び、トランスジェンダーのラテン系女性として初めて同社とパートナーシップを結んだ。
2021年5月7日、『バラエティ』誌によって、アラン・ヤンとマット・ハバードの共同監督によるApple TVの新作コメディシリーズでロドリゲスがマーヤ・ルドルフと共に主演することが報じられた。
また、同年6月4日には、レコード会社アクセス・レコードからデビューシングル「Something To Say」をリリース。同曲は、彼女の近日発売予定のデビューEPのリードシングルとなっている。
2022年の第33回GLAADメディア賞にて、ロドリゲスはLGBTQ+の人々の平等な権利獲得に大きな影響をもたらした人物に贈られるスティーブン・F・コルザック賞を受賞した。

## フィルモグラフィ

### 映画
| 公開年 | 邦題 原題                                                                            | 役名         | 備考                          |
| ------ | ------------------------------------------------------------------------------------ | ------------ | ----------------------------- |
| 2017   | サタデーナイト・チャーチ -夢を歌う場所- Saturday Church                              | エボニー     | [ 48 ]                        |
| 2017   | Bun in the Oven                                                                      | バーサ       | 短編映画                      |
| 2018   | Gema                                                                                 | ゲマ         | 短編映画                      |
| 2018   | The Big Take                                                                         | ロビン       |                               |
| 2019   | Adam                                                                                 | エマ         |                               |
| 2020   | トランスジェンダーとハリウッド: 過去、現在、そして Disclosure: Trans Lives on Screen | 本人         | Netflixのドキュメンタリー映画 |
| 2021   | tick, tick… BOOM! : チック、チック…ブーン! tick, tick... BOOM!                       | キャロライン |                               |

### テレビシリーズ
| 放送年    | 邦題 原題                                                    | 役名                                     | 備考                               |
| --------- | ------------------------------------------------------------ | ---------------------------------------- | ---------------------------------- |
| 2012      | ナース・ジャッキー Nurse Jackie                              | ロンナ                                   | 第4シーズン第6話「ゾーイの乙女心」 |
| 2013      | マンハッタンに恋をして 〜キャリーの日記〜 The Carrie Diaries | ファビュラスなクラブの客2                | 第1シーズン第3話「恋の取扱説明書」 |
| 2016      | [Blank] My Life                                              | ケリー                                   | 第1シーズン第3話「Mr. Owl」        |
| 2016      | ルーク・ケイジ Luke Cage                                     | シスター・ボーイ                         | 第1シーズン第7話「本当の自分」     |
| 2018-2021 | POSE/ポーズ Pose                                             | ブランカ・ロドリゲス＝エヴァンジェリスタ | メインキャスト                     |
| 2022-     | マネー 彼女が手に入れたもの Loot                             | ソフィア                                 | Apple TV+ドラマ メインキャスト     |

## 舞台
| 上演年 | タイトル                         | 役名         | 会場                                                           | 備考                                   |
| ------ | -------------------------------- | ------------ | -------------------------------------------------------------- | -------------------------------------- |
| 2011   | RENT                             | エンジェル   | ニュー・ワールド・ステージズ                                   | ミュージカル／オフ・ブロードウェイ     |
| 2016   | Runaways                         | ピクシー     | アンコールズ! オフ・センター                                   | ミュージカル／オフ・ブロードウェイ     |
| 2016   | Street Children                  | ジーナ       | ニュー・オハイオ劇場                                           | ストレートプレイ／オフ・ブロードウェイ |
| 2017   | Trans Scripts: Part 1, The Women | ルナ         | ローブ・ドラマ・センター                                       | ストレートプレイ                       |
| 2017   | Burn All Night                   | アンサンブル | オベロン・アット・ザ・アメリカン・レパートリー劇場ケンブリッジ | ミュージカル                           |
| 2019   | Little Shop of Horrors           | オードリー   | パサデナ・プレイハウス                                         | ミュージカル                           |

## ディスコグラフィ

### シングル
| 発売年 | タイトル         | アルバム | 備考             |
| ------ | ---------------- | -------- | ---------------- |
| 2021   | Something To Say | N/A      | Michaela Jaé名義 |

### ミュージック・ビデオ
| 公開年 | タイトル         | リンク     | 監督             |
| ------ | ---------------- | ---------- | ---------------- |
| 2021   | Something To Say | [ 動画 1 ] | ダノ・チェルニー |

## 受賞・ノミネート
| 年   | 賞                                | 部門                                                 | 作品／対象 | 結果       | 出典   |
| ---- | --------------------------------- | ---------------------------------------------------- | --- | ---------- | ------ |
| 2011 | クレイヴ・バーンズ賞              | N/A                                                  | ミュージカル『RENT』 | 受賞       | [ 11 ] |
| 2017 | トライベッカ映画祭                | 女優賞                                               | 映画『サタデーナイト・チャーチ -夢を歌う場所-』                                                                                          | ノミネート | [ 24 ] |
| 2019 | 第11回ドリアン賞                  | テレビミュージカルパフォーマンス賞                   | テレビドラマ『POSE/ポーズ』第1シーズン第6話「愛と葛藤」における「Home」のパフォーマンス （ビリー・ポーター、アワー・レディ・Jと共同受賞) | 受賞       | [ 51 ] |
| 2019 | ゴールドダービー賞                | ドラマ女優賞                                         | テレビドラマ『POSE/ポーズ』 | ノミネート | [ 52 ] |
| 2019 | ゴールドダービー賞                | アンサンブル賞                                       | テレビドラマ『POSE/ポーズ』 | ノミネート |        |
| 2019 | 第34回イマジン賞                  | 女優賞（テレビ部門）                                 | テレビドラマ『POSE/ポーズ』 | 受賞       | [ 37 ] |
| 2019 | MTVムービー&TVアワード            | ブレイクスルーパフォーマンス賞                       | テレビドラマ『POSE/ポーズ』 | ノミネート |        |
| 2020 | 第10回批評家協会テレビ賞          | ドラマシリーズ女優賞                                 | テレビドラマ『POSE/ポーズ』 | ノミネート |        |
| 2020 | 第12回ドリアン賞                  | 女優テレビパフォーマンス賞                           | テレビドラマ『POSE/ポーズ』 | ノミネート | [ 53 ] |
| 2021 | ゴールドダービー賞                | ドラマ女優賞                                         | テレビドラマ『POSE/ポーズ』 | ノミネート |        |
| 2021 | ゴールドダービー賞                | アンサンブル賞                                       | テレビドラマ『POSE/ポーズ』 | ノミネート |        |
| 2021 | 第1回ハリウッド批評家協会テレビ賞 | 全国放送又はケーブルシリーズ主演女優賞（ドラマ部門） | テレビドラマ『POSE/ポーズ』 | 受賞       | [ 54 ] |
| 2021 | 第73回プライムタイム・エミー賞    | 主演女優賞（ドラマシリーズ部門）                     | テレビドラマ『POSE/ポーズ』 | ノミネート | [ 6 ]  |
| 2021 | 第37回TCA賞                       | ドラマ俳優賞                                         | テレビドラマ『POSE/ポーズ』 | ノミネート | [ 55 ] |
| 2022 | 第79回ゴールデングローブ賞        | 女優賞（ドラマ部門）                                 | テレビドラマ『POSE/ポーズ』 | 受賞       | [ 3 ]  |
| 2022 | 第12回批評家協会テレビ賞          | ドラマシリーズ女優賞                                 | テレビドラマ『POSE/ポーズ』 | ノミネート |        |
| 2022 | 第33回GLAADメディア賞             | スティーブン・F・コルザック賞                        | N/A | 受賞       | [ 47 ] |